# Gare de Kimitsu
La gare de Kimitsu (君津駅, Kimitsu-eki) est une gare ferroviaire de la ville de Kimitsu, dans la préfecture de Chiba au Japon. Elle est exploitée par la compagnie JR East.

## Situation ferroviaire
La gare de Kimitsu est située au point kilométrique (PK) 38,3 de la ligne Uchibō.

## Histoire
La gare a été inaugurée le 15 janvier 1915.

## Service des voyageurs

### Accueil
La gare dispose d'un bâtiment voyageurs, avec guichets, ouvert tous les jours.

### Desserte
- Ligne Uchibō :
  - voie 1 : direction Tateyama et Awa-Kamogawa
  - voies 2 et 3 : direction Soga, Chiba et Tokyo